# Raymond A. Spruance
Raymond Ames Spruance  (n. 3 iulie 1886 – d. 13 decembrie 1969) a fost un amiral american, din timpul celui de-Al Doilea Război Mondial. 
Între (1903-1906) a urmat cursurile Academiei Navale a SUA din Annapolis, Maryland, după care a servit pe navele USS Iowa și USS Minnesota. 
Între timp a urmat cursuri tehnice de inginer electrotehnică. A lucrat în mai multe fabrici de nave, de exemplu la Newport sau la New York.
În anii 1924 și 1925 a fost adjunctul trupelor americane ce staționau în Europa.
În 1932 a fost promovat căpitan, iar în 1937 a primit comanda crucișătorului USS Mississippi. Peste un an a fost numit contra-amiral.
În 1941 a fost numit comandantul flotei de crucișătoare din Oceanul Pacific 
Spruance a comandat forțele navale ale SUA în două dintre cele mai semnificative bătălii navale ale SUA pe teatrul de lupte din Pacific: Bătălia de la Midway și Bătălia din Marea Filipinelor. Spruance a fost artizanul Bătăliei de la Midway, care a fost prima victorie majoră a SUA împotriva Japoniei și această bătălie este considerată de mulți un punct de cotitură al Războiului din Pacific.

Istoricul oficial al Marinei SUA comenta despre Bătălia de la Midway:
„...Performanța lui Spruance a fost superbă... (el) s-a ridicat din această bătălie ca unul dintre cei mai mari amirali din istoria navală americană...”

Spruance a fost poreclit „Creier electronic” din cauza calmului său extrem chiar în momente de criză: reputație câștigată ca urmare a tacticii aplicate cu succes la Midway. 
În curând a preluat comanda flotei a 5-a americane. A participat la mai multe lupte din Oceanul Pacific. În iunie 1944 a fost numit amiral, iar în 1945 comandantul flotei din Oceanul Pacific.
În 1948 s-a retras din serviciul militar, iar între 1952 - 1955 a fost ambasador în Filipine.
A murit în Pebble Beach-ben în anul 1969.